# Orbiter (Kamerasitz)

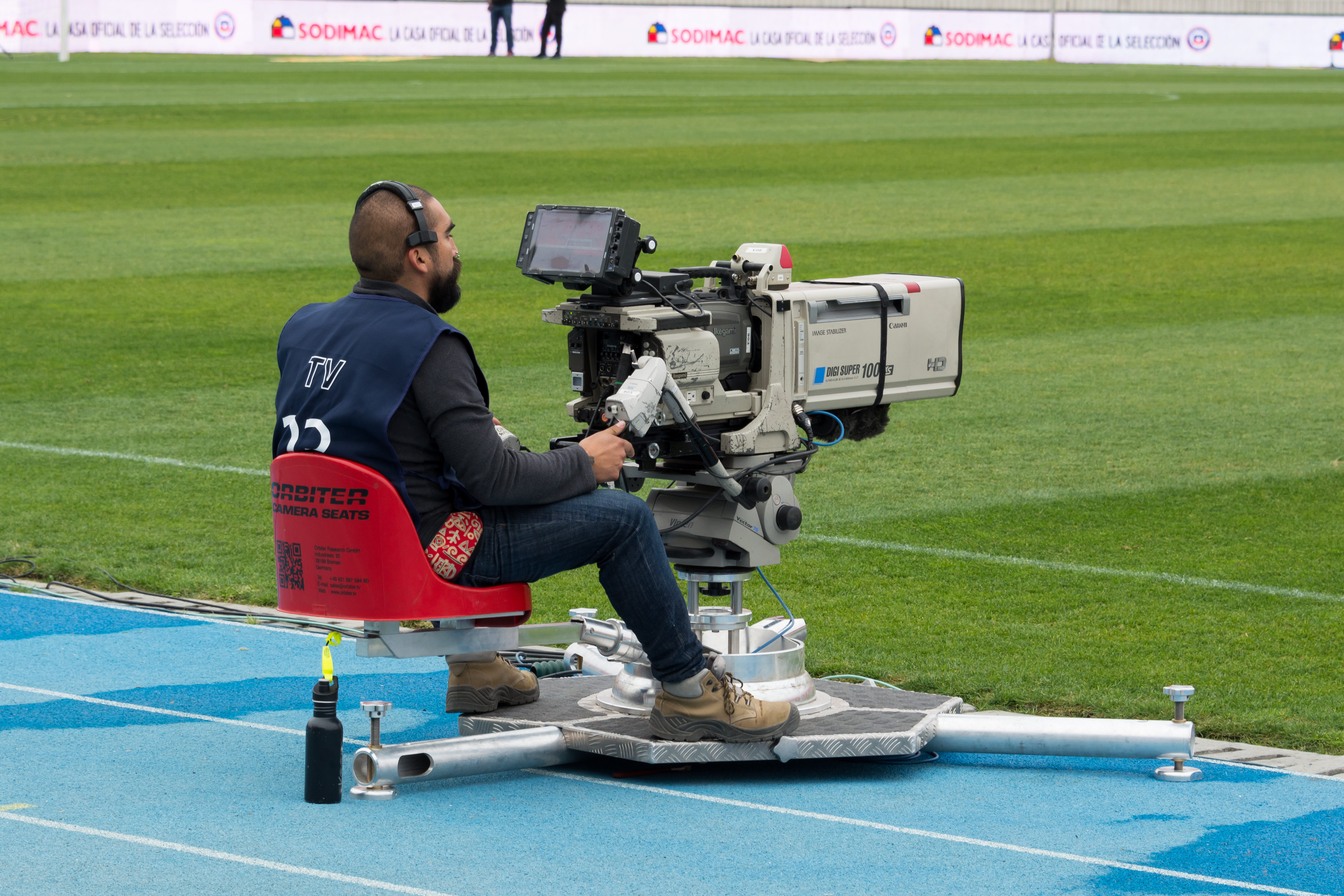
Orbiter

Ein Orbiter in der professionellen Videotechnik ist ein Schwenksitz auf dem ein Kameramann in niedriger Höhe sitzend über dem Boden arbeitet. 
Der Orbiter kennzeichnet sich durch das Prinzip der Teilentkopplung von Kamera und Schwenksitz. Dies bewirkt, dass eigene Schwingungen des Kameramannes nur sehr gedämpft auf die Kamera übertragen werden können. Erreicht wird dies mit einem speziellen Lager für den Schwenksitz, das bewirkt, dass eine auftretende Erschütterung vom Zentrum des Systems hinweg zu den äußeren Stellfüßen geleitet werden. Eine bestmögliche Schwingungsresistenz ist bei den heute zur Verwendung kommenden Brennweiten von Teleobjektiven mit Vergrößerungsfaktoren von bis zu 101-fach entscheidend für stabile Bilder. Je näher das Teleobjektiv zum Objekt zoomt desto stabiler muss die Kamera stehen, da das Bild sonst wackeln könnte. Eigenschwingungen durch die Fußarbeit des Kameramannes sind daher unerwünscht und müssen von der Kamera ferngehalten werden. Neben der mechanischen Entkopplung mittels eines bestimmten Lagertyps wurden deshalb beim Orbiter-System im Laufe seiner Weiterentwicklung zusätzliche Dämpfungsglieder eingebaut, die weitere Bildstabilität bringen. 
Für das praxisgerechte Arbeiten musste bei der Konstruktion gleichzeitig berücksichtigt werden, dass der Schwenksitz einerseits nicht an der Kamerasäule gelagert werden darf, um diese mechanisch nicht zu belasten und Schwingungen zu reduzieren, und dass die horizontale Rotation der Kamera (Panning) auf der gleichen Achse erfolgt wie die des Schwenksitzes. Es existieren Systeme, bei denen diese beiden Bewegungen auf einer gemeinsamen Achse oder auf zwei getrennten Achsen gekoppelt sind. Dies bewirkt eine Erschwernis für stabile Bildarbeit.
Die Bezeichnung Orbiter wurde aus verschiedenen Gründen für die Positionierung am Markt als passend erachtet. Ein Kameramann befindet sich mit dem Orbiter sozusagen in einer Umlaufbahn – einem Orbit um die Kamera, andererseits ist der Begriff orbital der Medizinsprache entlehnt und bedeutet „die Augenhöhle betreffend“.
Aufgrund der Leistungsmerkmale, der Effizienz und der Störunanfälligkeit wurde das Orbiter-System weltweit zum meistverkauften Kamerasitz und wird von vielen Sportverbänden, wie der FIFA, UEFA und DFL standardmäßig angefordert und den Sendern vorgeschrieben. Bei der Fußball-EM 2004 in Portugal der WM 2006 in Deutschland sowie der EM 2008 in Österreich und der Schweiz kamen ausschließlich Orbiter-Systeme zum Einsatz. 
Schon kurze Zeit nach Markteinführung des Sitzes erschienen eine chinesische Kopie als auch eine niederländische Teilkopie. Sie konnten allerdings nicht die Verkaufszahlen des Originals erreichen.